# Abimelec (rey de Gerar con Abraham)

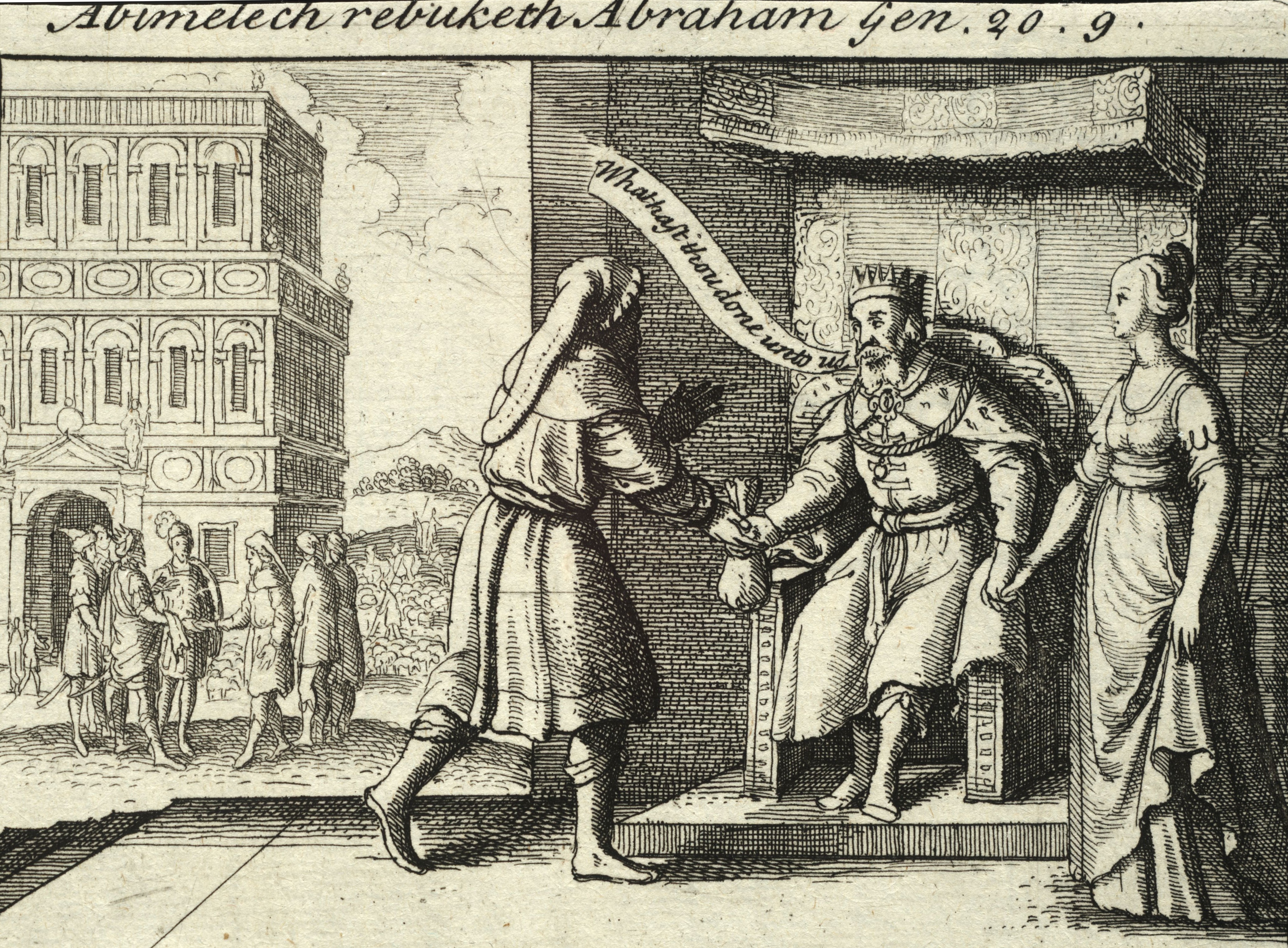
Abimelec rechazando a Abraham, obra de Václav Hollar.

Abimelec (en hebreo: אֲבִימָלֶךְ‎, «padre de un rey» o «mi padre es rey»; en griego antiguo: Ἀβιμέλεχ) fue un rey filisteo de Gerar.

## Historia
Poco después de la destrucción de Sodoma, Abraham viaja por el país de Pal y, al llegar a la ciudad de Gerar, finge que Sara es su hermana (y no su esposa; si bien es cierto que era en realidad su media hermana por parte de padre) y Abimelec intenta tomarla como una de sus esposas. Pero es avisado en sueños del inminente adulterio y de que será perdonado si Abraham intercede por él. Además, se le castiga con la esterilidad de todas sus mujeres y se le anuncia la muerte si no pide perdón a Abraham. El rey se excusa afirmando su inocencia e ignorancia y desagravia a Abraham con regalos («ovejas, vacas, siervos y esclavas») y le permite asentarse en el lugar que escoja.
Más tarde, Abraham selló un pacto con Abimelec por un pozo disputado entre ambos, localizado en Beerseba.

## Posible duplicidad
El libro del Génesis menciona también a otro Abimelec en el contexto de una historia relacionada con Isaac (hijo de Abraham) y que guarda enormes paralelismos con esta historia. La exégesis tradicional defiende que ambos Abimelec son padre e hijo, aunque bien podría deberse a una duplicidad de fuentes del compilador final del Génesis. En dicho caso, la historia relacionada con Abraham sería la más antigua (fuente E), mientras que la de Isaac sería una reelaboración yahvista (fuente J).